# 버지니아 군사 학교
버지니아 군사 학교(Virginia Military Institute, VMI)는 미국 버지니아주 렉싱턴에 위치해 있는 4년제 공립 군사학교이다. 1839년 미국 최초의 주립 군사 대학으로 설립된 학교이며 동시에 미국에서 가장 오래된 4년제 공립 군사학교라는 특징이 있다. VMI의 사관생도들은 학교 설립 원칙에 따라 미국의 다른 4년제 사관학교들과 달리 학생군사교육단(ROTC)의 형태로 학교에 등록되며, 졸업 후 육군, 해군, 공군, 해병대 등을 선택하여 임관한다. VMI는 공학, 과학, 인문 계열 14개 분야의 학사 학위를 수여한다. 이곳의 출신 인물들로는 조지 마셜 원수를 포함하여 현 버지니아 주지사, 미국의 제24대 육군 장관, 5성 장군, 국무장관, 국방장관, 노벨 평화상 수상자, 퓰리처상 수상자, 명예 훈장 수상자, 아카데미상 수상자, 에미상 수상자, 골든 글로브상 수상자가 있다.

## 역사

### 설립 역사
1812년 전쟁이 끝난 후, 버지니아 주에서는 외부의 침입이나 노예들의 반란이 발생할 경우에 대비하여 주 민병대가 사용할 무기를 보관하는 무기고를 여러 개 건설하였다. 그리고 그 무기고들 중 하나가 렉싱턴에 위치해 있었는데, 렉싱턴의 주민들은 맨날 술에 취해 행패를 부리는 군인들을 불쾌해했다. 그러던 1826년, 무기고를 지키던 한 경비원이 다른 경비원을 때려 죽음에 이르게 하는 사건이 발생한다. 무기고를 더욱 안정적으로 지켜야겠다는 생각을 한 마을 사람들은 새로운 방법을 모색하기 시작했다. 그 후 1834년 지역 주민들의 회의인 프랭클린 소사이어티에서 다음과 같은 주장이 나왔다. 렉싱턴의 무기고 근처에 웨스트포인트와 같은 군사학교를 세우는 것이 어떻겠는가? 이 주장에 회의에 참가한 모두가 만장일치로 찬성하였다. 군사학교가 설립되면 학교의 졸업생들이 장차 주의 발전에 기여하고, 필요하다면 주의 민병대 장교로서 활약해 줄 것으로 기대했기 때문이다. 특히 렉싱턴의 변호사인 존 토마스라는 사람이 위 주장의 강력한 지지자였는데, 그는 무기고를 지키는 경비원들을 군사 교육을 충분히 받으며 군생활을 하고 있는 생도들로 대체하는 것이 좋겠다고 주장하였다. 노리치 대학의 알덴 파트리지 등 많은 저명인사들의 공개 서신을 포함한 캠페인이 진행된 이후 1836년, 버지니아주 의회는 렉싱턴에 있는 무기고 근처에 군사학교를 설립하는 것을 승인하는 법안을 통과시켰다. 이로써 VMI가 설립되었다.

### 남북 전쟁
VMI의 생도들과 졸업생들은 남북전쟁에서 중요한 역할을 했다. VMI의 생도들 중 다수가 스톤월 잭슨 장군이 지휘하는 병사들을 훈련시키기 위해 리치먼드에 있는 캠프 리로 파견되었고, 졸업생들은 남부군의 최고의 장교들로 여겨져 북부군에서도 그들의 훌륭함을 알 정도였다고 한다. 15명의 졸업생들이 남부군에서 1명의 졸업생은 북부군에서 대장으로 진급하였다고 한다. 잭슨은 챈슬러빌 전투에서 오늘날까지 유명한 측면 공격 작전을 실행하기 전, 그의 휘하에 있는 사단장들과 여단장들 중 VMI 출신들이 많은 것을 보고 "이 학교의 이름은 앞으로도 많이 들리겠"다고 말했다. 잭슨이 지휘하는 4명의 사단장 중에서 무려 3명이 VMI 출신이었다.

### 제2차 세계대전
VMI는 제2차 세계대전에서도 많은 미군 사령관을 배출하였다. 그들 중 가장 핵심적인 인물은 미군의 최고 사령관이었던 조지 마셜 장군이 있다. 마셜 장군은 육군 최초의 5성 장군이자 노벨 평화상을 수상한 유일한 군 장교이다. 윈스턴 처칠은 마셜 장군을 "승리의 건축가"이자 "가장 고귀한 로마인"이라고 불렀다.
미2군사령관, 미15군사령관, 남서태평양 연합군 공군사령관, 육군과 해병대의 다양한 군단장들과 사단장들도 VMI를 졸업한 인물들이었다. "동양의 롬멜"로 알려진 중국의 쑨리젠 장군도 VMI를 졸업했다.
전쟁기간 중 1943년부터 1946년까지 VMI는 미 육군 특수 훈련 프로그램(ASTP)에 참여하였다. ASTP는 미국 전역의 대학에서 군인들을 대상으로 공학 및 관련 학문을 교육하는 프로그램이었는데, 전쟁 동안 무려 2,100명이 넘는 ASTP회원들이 VMI에서 공부를 했다.

### 여생도 입학
미국 법무부가 여성을 차별한다는 소송을 약 7년간 제기한 이후인 1995년, VMI에도 첫 여생도가 입학하였다. 비록 그 여생도는 곧 자퇴하였으나 1997년 30명의 여생도가 입학함으로써 남녀공학기관으로서의 VMI의 새로운 위상을 굳히게 되었다.

## 역대 학교장
1839년부터 현재에 이르기까지, VMI는 15명의 학교장이 역임하였다. 그들 중 12명이 VMI의 졸업생이다. Francis H. Smith가 초대 학교장이자 가장 오랜 기간 역임한 학교장이다.
1. Francis H. Smith (1839–1889), United States Military Academy West Point Class of 1833
2. Scott Shipp '59 (1890–1907), wounded leading VMI cadets into The Battle of New Market[9]
3. Edward W. Nichols '78 (1907–1924)
4. William H. Cocke '94 (1924–1929)
5. John A. Lejeune (1929–1937), United States Naval Academy Class of 1888, 13th Commandant of the Marine Corps
6. Charles E. Kilbourne '94 (1937–1946), Medal of Honor recipient and first American to earn the United States' three highest military decorations.[10]
7. Richard J. Marshall '15 (1946–1952)
8. William H. Milton, Jr. '20 (1952–1960)
9. George R. E. Shell '31 (1960–1971)
10. Richard L. Irby '39 (1971–1981)
11. Sam S. Walker (1981–1988), matriculated at VMI transferred to United States Military Academy West Point Class of 1946
12. John W. Knapp '54 (1989–1995)
13. Josiah Bunting III '63 (1995–2002)
14. J. H. Binford Peay III '62 (2003–2020)
15. Cedric T. Wins '85 (2021–present)

## 캠퍼스
VMI의 캠퍼스 면적은 134에이커(약 550km{\displaystyle ^{2}})로 여의도 면적의 190배에 달하는 수준이다. 그 중 12에이커 정도는 VMI의 역사 지구로 지정되어 있는데, 이는 또한 미국의 국가역사 랜드마크로 지정되어 있다. 캠퍼스는 전통적으로 "포스트"라는 이름으로 불린다. 모든 생도는 "배럭"이라 불리는 5층짜리 큰 건물에서 생활한다. VMI가 설립되기 이전 무기고가 있던 자리에는 옛 생활관으로 쓰이던 건물이 자리잡고 있는데, 이 건물은 국가의 역사 랜드마크로 따로 지정되었다. 옛 생활관 건물은 또한 남북 전쟁 중 북부군이 VMI를 공격했던 1864년 6월에 가장 많은 피해를 입은 건물이기도 하다.
새로운 생활관 건물은 1949년에야 완공되었고, 또 다른 생활관 건물이 완공된 2009년 봄에 생도들이 공식적으로 이사를 하였다. 생활관에 들어가는 5개의 출입구 중 4개는 조지 워싱턴, 잭슨 토머스, 조지 마셜, 조나단 다니엘스의 이름을 따왔다.

## 학위 교육
VMI는 공학, 인문, 교양, 과학으로 나누어진 14개의 주전공과 23개의 부전공이 있다. 대부분의 수업은 전임 교수가 담당하여 진행되며 교수들 중 대부분은 종강사 학위를 소지하고 있다. VMI의 졸업생들 중 97%는 졸업 후 4개월 이내에 군에서 복무하거나, 직장을 다니거나, 대학원 또는 전문 학교에 입학한다.

## VMI의 생도들
예비 생도들의 나이는 16세~22세여야 한다. 미혼이면서 법적 부양가족이 없어야 하며, 신체적으로 학군단(ROTC)에 등록하기 적합해야 하며, 공인된 중등교육과정 커리큘럼을 이수해야 한다. 참고로 2022년에 입학하는 예비 생도들의 경우 고등학교 GPA 성적의 평균은 3.70이었고 SAT 성적의 평균은 1210점이었다.
VMI는 버지니아가 아닌 지역에서 온 생도들의 비율이 45%가 넘으면 안된다는 목표를 가지고 있기 때문에, 버지니아의 주민이 아닌 경우에는 입학이 더욱 어려울 수 있다. 또한 주에서 지원받는 다른 학교들처럼, 버지니아의 주민들은 학비를 할인받는다. 2008-2009학년도의 경우 타 지역에 거주하던 생도들은 34,000달러의 학비를 냈던 반면, 버지니아 주민들은 17,000달러의 학비를 냈다.

## 스포츠 활동
VMI는 NCAA 디비전 I에 14개의 팀을 두고 있다. 종목으로는 야구, 농구, 크로스컨트리, 축구, 라크로스, 수영, 다이빙, 육상, 레슬링 등이 있다. VMI의 팀 이름은 생도를 뜻하는 단어 'cadets'의 남부식 슬랭인 'Keydets'이다. VMI가 NCAA 디비전 I에 등록한 생도의 수는 장로교 대학에 이어 두 번째로 적은 수이다. 생도들 중 약 3분의 1이 적어도 하나 이상의 대학간 스포츠 경기에 참여한다.

## 학교 동문
VMI는 미국의 어떤 ROTC 프로그램보다도 많은 수의 장군을 배출하였다. 아래의 표는 VMI를 졸업한 미군의 4성 장군들이다. 참고로 아래 표에는 조지 패튼, 샘 워커 장군과 같이 학교를 졸업하지 않은 사람들과 태국, 중국, 대만과 같은 외국에서 복무한 장군들의 이름은 빠져있다.
| 이름                    | VMI 입학 | 군종, 진급일자      | 참고사항 |
| ----------------------- | -------- | ------------------- | --- |
| George Marshall         | 1901     | 육군, 1939.09.01.   | - First General of the Army (five stars), 10th four-star general in U.S. Army history & 1st non-USMA four-star general - Chief of Staff, U.S. Army, 1939–45 - Secretary of State, 1947–49; Secretary of Defense, 1950–51; - Special Representative of President to China, 1945–47 - President of the American Red Cross, 1949–50 - Nobel Peace Prize, 1953; Congressional Gold Medal, 1946 |
| Thomas T. Handy         | 1916     | 육군, 1945.03.13.   | - 22nd four-star general in U.S. Army history - Deputy Chief of Staff, U.S. Army, 1944–47 - Commanding General, Fourth Army, 1947–49 - Commander-in-Chief, European Command (1949–52) & USAREUR/Commander, CENTAG (1952) - Deputy Commander-in-Chief, EUCOM 1952–54 |
| Lemuel C. Shepherd, Jr. | 1917     | 해병대, 1952.01.01. | - 3rd four-star general in USMC history - Commandant, U.S. Marine Corps, 1952–55 - Chairman, Inter-American Defense Board, 1956–59 |
| Leonard T. Gerow        | 1911     | 육군, 1954.07.19.   | - Commanding General V Corps 1943–45 - Commanding General U.S. 15th Army, 1945–46. |
| Randolph M. Pate        | 1921     | 해병대, 1956.01.01. | - 4th four-star general in USMC history - Commandant of the Marine Corps, 1956–59 |
| Clark L. Ruffner        | 1924     | 육군, 1960.01.01.   | - 51st four-star General in U.S. Army history - U.S. Military Representative, NATO Military Committee, 1960–62 |
| David M. Maddox         | 1960     | 육군, 1992.07.09    | - 149th four-star general in U.S. Army history - Commander-in-Chief, USAREUR/Commander, CENTAG (1992–93) & USAREUR (1993–94) |
| J. H. Binford Peay III  | 1962     | 육군, 1993.03.26.   | - 150th four-star general in Army history - Vice Chief of Staff, U.S. Army, 1993–94 - Commander-in-Chief, Central Command, 1994–97 - Superintendent, VMI, 2003–2020 |
| John P. Jumper          | 1966     | 공군, 1997.11.17.   | - 152nd four-star general in U.S. Air Force history - Commander in Chief, USAFE/Commander, AAFCE, 1997–2000 - Commander, Air Combat Command, 2000–01 - Chief of Staff, U.S. Air Force, 2001–05 |
| Darren W. McDew         | 1982     | 공군, 2014.05.05    | - 200th four-star general in U.S. Air Force history - Commander, Air Mobility Command (COMAMC), 2014–2015 - Commander, United States Transportation Command (TRANSCOM), 2015–2018 |

## 같이 보기
- 미주리 종합군사학원
- 미국 국방대학교
- 미국 국방참모대학교
- 웨스트포인트
- The Citadel Military College of South Carolina
- 대한민국 육군사관학교
- 대한민국 육군3사관학교